# Pelastoneurus umbripictus
Pelastoneurus umbripictus är en tvåvingeart som beskrevs av Becker 1922. Pelastoneurus umbripictus ingår i släktet Pelastoneurus och familjen styltflugor. Inga underarter finns listade i Catalogue of Life.